# Krach du jeu vidéo de 1983
 (juillet 2008).
Si vous disposez d'ouvrages ou d'articles de référence ou si vous connaissez des sites web de qualité traitant du thème abordé ici, merci de compléter l'article en donnant les références utiles à sa vérifiabilité et en les liant à la section « Notes et références ».
Le krach du jeu vidéo de 1983 est un krach qui a frappé l’industrie naissante du jeu vidéo, principalement aux États-Unis. L’Américain Atari, leader mondial du marché, subit des pertes financières abyssales de jour en jour. De nombreux autres constructeurs de consoles de jeux vidéo et d’entreprises liées à cette activité ont dû déclarer faillite. Ce phénomène s’est étendu de la fin 1983 au début 1984 et n’a pris fin qu’à la sortie de Super Mario Bros. en 1985, dynamisant ainsi les ventes de la NES. Cette dernière, exportée en Amérique du Nord, devient la console motrice du secteur.
Bien que survenue en 1983, la crise n’est devenue flagrante aux yeux du public qu’un an plus tard, d’où la tendance de certains de parler du « Krach du jeu vidéo de 1984 ». Entre-temps, des centaines de jeux prévus pour cette année-là butèrent sur la crise et furent annulés. Seul un petit nombre de jeux, débutés en 1983, furent publiés.
Il faut également signaler que ce ne fut pas à proprement parler un « krach », mais plutôt une « crise ». Cependant, les dégâts combinés à l’inactivité qui s’ensuivit furent tellement spectaculaires que les contemporains eurent l’impression que le jeu vidéo venait de s’écrouler.

## Contexte
Le secteur du jeu vidéo naît avec la popularisation des bornes d'arcade dans les années 1970, à la suite du succès de Pong d'Atari. En parallèle, de nombreuses sociétés entrent rapidement dans le secteur, afin de profiter de ce nouveau marché en pleine explosion en lançant des consoles de jeu vidéo. Atari se lancera également sur secteur en 1975, avec une édition de salon de son célèbre Pong.
Lors de ses recherches, William Audureau recense ainsi 744 modèles de consoles de jeu vidéo rien que pour l'année 1977, fournissant pour la majorité d'entre elles quelques variantes du jeu Pong. Le marché de la console de salon traverse l'Atlantique et gagne l'Europe, où plusieurs sociétés commercialisent leur propre version de Pong, dont 32 en France en 1977. Cependant, ceux-ci se retirent rapidement du marché, face à une concurrence asiatique se spécialisant dans l'export et produisant des consoles à bas prix. On ne dénombre alors qu'une seule société dans le jeu vidéo en 1980 en France, Brandt.
Au début des années 1980, le secteur de l'arcade continue son développement exponentiel, avec plusieurs succès : Space Invaders en 1978 et Pac-Man en 1980. Ces deux jeux marqueront toute une génération.

## Causes et catalyseurs

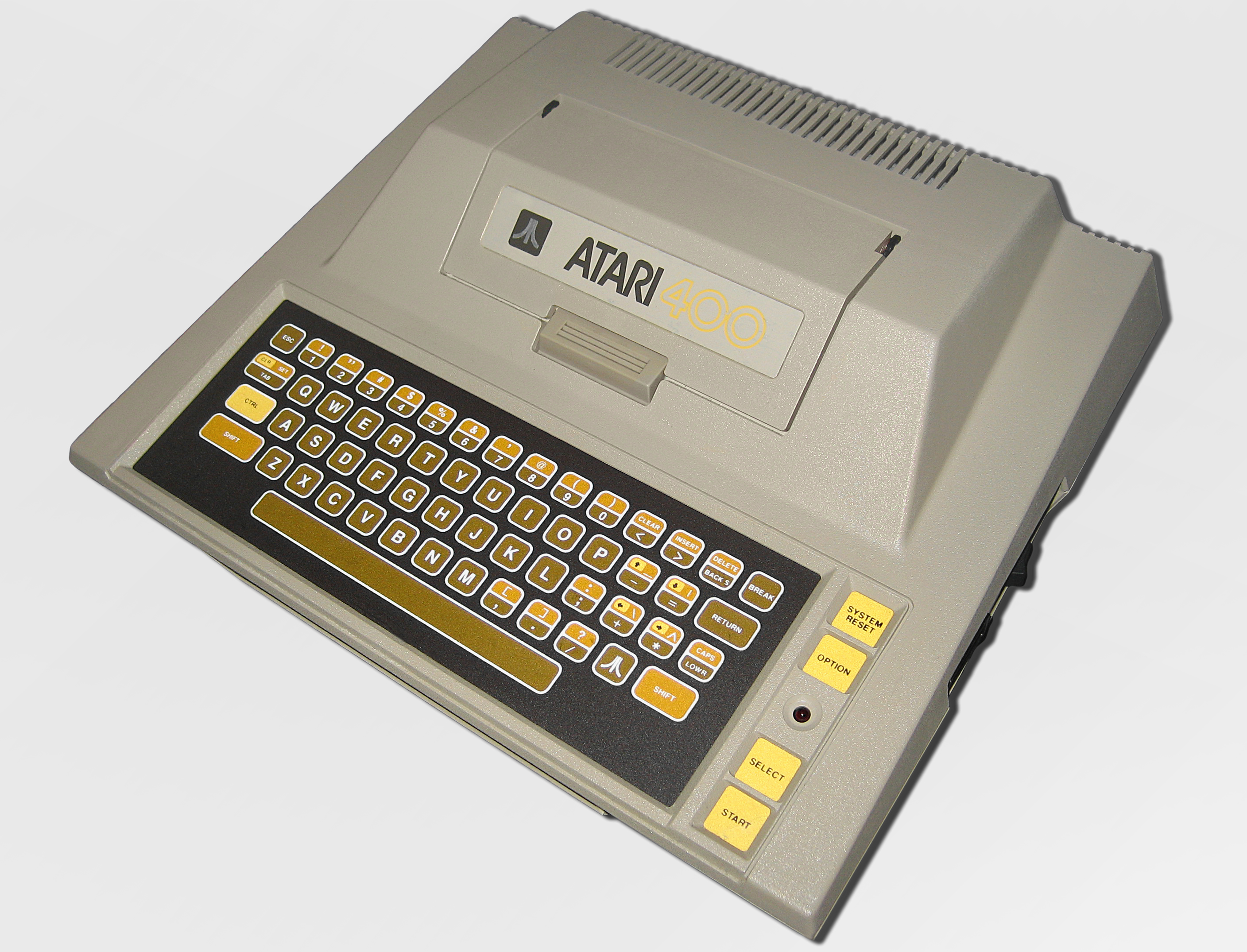
Atari 8-bits.

Les raisons derrière la crise sont multiples.

### Système économique
Aux États-Unis, les jeux vidéo, comme les jouets, sont vendus sur un modèle économique proche du consignement. Dans ce modèle encore en vigueur au début des années 80, un jeu qui se vend mal est réexpédié à l’éditeur par le détaillant en échange d’argent et de nouveaux titres. Lorsqu’il n’y a pas de nouveaux titres, les mêmes jeux sont réexpédiés jusqu’à écoulement total des stocks. Ce système est l'une des causes principales de la crise.

### Inondation du marché
Depuis le succès du rudimentaire Pong, le secteur du jeu vidéo connaît une croissance exponentielle et produit des bénéfices croissants. Le marché est rapidement considéré comme un « eldorado » dans lequel se lancent des centaines d’entreprises. Elles se mettent alors à produire des jeux avec frénésie en espérant que le montant des gains sera proportionnel à la quantité de jeux produits. Lorsqu’un jeu rencontre le succès, il est aussitôt copié, ce qui met sur le marché nombre de clones de Casse-briques, Pac-Man ou Space Invaders. L’exemple de Pac-Man sur Atari 2600 est typique de ce qui se vend à cette époque à grand renfort de réclames télévisées. Les producteurs de jeux vidéo ne détectent pas la lassitude du public et continuent à accélérer la cadence de sortie de titres toujours aussi semblables à quelques détails près.

### Rôle des médias
En rendant compte du phénomène d’inflexion, les médias, dont les titres passent du millénarisme à l’apocalypse[réf. nécessaire], contribuent à la perte de confiance de la part des investisseurs et des marchands de jouets. Il ne s’agit encore que de simples constats et d’un mouvement de prudence, sans hostilité encore envers le jeu vidéo lui-même.

## Facteurs de crise

### Cause à effet
La production de jeux vidéo ne respectant pas les normes de qualité en 1982, la chaîne de distribution finit par se retrouver submergée. Un responsable des ventes de Mattel explique le problème par ces mots : « Deux années de production vidéoludique furent mises sur le marché en l’espace d’une année et il n’y avait aucun moyen de rééquilibrer le système »[citation nécessaire]. Lorsque les magasins réexpédient leurs jeux non vendus aux jeunes éditeurs, ceux-ci n’ont ni les moyens de les rembourser, ni de nouveaux jeux à leur proposer en échange. De nombreuses sociétés, comme Games by Apollo et US Games (en), périclitent.
Incapables de renvoyer leurs jeux aux éditeurs défunts après Noël 1982, les détaillants se mettent alors à les distribuer au rabais. De 34,95 $ en 1982, ces jeux passent à 4,95 $. En juin 1983, le marché des jeux à 34,95 $ chute lorsque les clients préfèrent faire leurs courses dans les rayons soldés pour y trouver des jeux souvent de même qualité que ceux vendus au plein tarif. Pire encore, les vendeurs de jouets commencent à penser que le jeu vidéo n’est qu’une lubie éphémère vouée à disparaître totalement. Nombre d’entre eux cessent de renouveler leurs stocks et les rayons auparavant occupés par les boîtes de jeu cèdent leur place à d’autres jouets.
Activision, Atari et Mattel avaient tous des programmeurs expérimentés. Mais bon nombre des nouvelles sociétés qui se précipitaient sur le marché n’avaient pas l’expertise ni le talent pour créer des jeux de qualité. Des titres comme Chase the Chuckwagon (en) (aliments pour chiens de Ralston Purina (en)), Lost Luggage, Journey Escape (groupe de rock) et le jeu Dishaster sont des exemples de jeux conçus dans l’espoir de tirer parti du boom du jeu vidéo.
Une crise industrielle majeure en résulte et pousse les constructeurs de consoles Mattel, Magnavox et Coleco à cesser leurs activités liées au jeu vidéo.

### Concurrence des ordinateurs personnels
Jusqu’au début des années 1980, les ordinateurs personnels étaient vendus uniquement dans des magasins spécialisés à un prix supérieur à 1 000 $. À partir de cette date, le marché voit l’entrée d’ordinateurs personnels bon marché pouvant se brancher sur un téléviseur et proposant même des graphismes en couleur et du son. Le pionnier des livres d’informatique, David H. Ahl raconte en 1984 : « au printemps 1982, le TI-99/4A était vendu 349 $, l’Atari 400 à 349 $, et le Color Computer de RadioShack à 379 $, tandis que Commodore venait juste de baisser le prix du VIC-20 à 199 $ et celui du C64 à 499 $ »[citation nécessaire].
Ces ordinateurs disposaient de plus de mémoire et proposaient des graphismes et des sons de meilleure qualité qu’une console, ce qui permet le développement de jeux plus sophistiqués, et permettaient également de s’en servir pour faire du traitement de texte ou gérer ses comptes. C’est tout du moins de cette manière que les publicités de l’époque essayaient de faire vendre ces ordinateurs, où il n’était pas imaginable de communiquer autrement que par une image de sérieux nécessaire, alors que le jeu était sans doute l’un des premiers moteurs de l’acquisition d’un ordinateur individuel. De plus, les jeux étaient plus faciles à copier puisqu’ils étaient livrés sur disquette ou sur cassette au lieu de modules ROM. De fait, c’est le piratage et l’échange de programmes entre particuliers qui développera la base installée, et deviendra un des premiers grands ressorts cachés du succès de l’ordinateur individuel face aux consoles à une époque où de multiples concurrents vont apparaître et disparaître, à cause de leur format propriétaire et de leur marché trop étroit. Commodore a explicitement ciblé ses publicités contre les consoles de jeu (pratique légale aux États-Unis) avec des slogans tels que « Pourquoi acheter à vos enfants des consoles de jeux et les distraire de l’école alors qu’un ordinateur prépare leur entrée à l’université ? ». Atari et Mattel ont confirmé que ces publicités télévisées ont effectivement érodé les ventes et l’image de leurs consoles de jeux.
À la différence des autres fabricants d’ordinateurs, Commodore a de plus vendu ses produits dans les grands magasins, les discounts et les magasins de jouets. L’intégration verticale de Commodore lui permit d’appliquer une politique de baisse de prix compétitives, les marges de Commodore étant plus grandes que celles de Texas Instruments, Coleco ou Atari grâce à la filiale propriétaire MOS Technology fabriquant à l’époque les circuits intégrés (le processeur 6502 notamment) utilisés par Atari et de nombreux autres acteurs du domaine. Une situation similaire s’est produite au début des années 1970 dans le marché des calculatrices alors que la majorité des compagnies devaient acheter les circuits intégrés de Texas Instruments tout en le concurrençant.

## Conséquences à long terme sur l'industrie
Le krach eut deux principaux effets à long terme. Tout d’abord, le Japon détrôna les États-Unis au rang de premier sur le marché des consoles de salon. Quand le marché se rétablit en 1987, Nintendo devint leader du marché avec sa NES, devant un Atari renaissant en duel avec Sega pour la deuxième place. Finalement, Atari ne put jamais vraiment se remettre du krach et arrêta sa production de consoles en 1996 après l’échec de sa console Jaguar.
Le second effet fut l’instauration de règles strictes concernant les développeurs de jeux. Le secret employé pour lutter contre l’espionnage industriel n’avait pas empêché les rivaux de Mattel ou d’Atari d’employer la rétro-ingénierie ou d’appâter leurs programmeurs avec de meilleurs salaires[réf. nécessaire]. Nintendo (et à l’avenir tous les fabricants de consoles) mit en place avec la NES un contrôle de la distribution, en insérant dans chaque cartouche des mesures techniques de protection, sous la forme d’un dispositif nommé 10NES, et en imposant aux éditeurs de jeux un accord de licence. Ainsi, des éditeurs renégats ne pouvaient plus s’entre-éditer leurs produits (comme avaient fait Atari, Coleco et Mattel) car le jeu devait afficher le copyright Nintendo au lancement, sous peine de ne plus fonctionner. L’inclure aurait signifié que l’éditeur avait faussement attribué le jeu à Nintendo, et s’exposait ainsi à des poursuites. Bien qu’Accolade remportât miraculeusement un procès contre Sega, remettant en question son contrôle, il finit par céder aussi en signant le Sega licensing agreement. Plusieurs éditeurs (notamment Tengen (Atari), Color Dreams, et Camerica) attaquèrent de même le système de contrôle de Nintendo pendant la période des consoles 8-bit. Des systèmes semblables de gestion numérique des droits ont été depuis intégrés dans toutes les consoles vidéo, et sont encore utilisés sur la plupart des sytèmes de neuvième génération.
Nintendo se taillait la part du lion des revenus des jeux NES en limitant les sorties de jeux indépendants à cinq par an. Il assurait aussi la production des cartouches, et se faisait payer avant même leur fabrication. Celles-ci ne pouvant lui être retournées, c'est l’éditeur qui prenait donc les risques en grande partie. Ces mesures servaient d’après lui à empêcher la production de jeux de mauvaise qualité et le retour des clones des jeux à succès, et un emblème de couleur dorée, l’Official Seal of Quality, était apposé sur chaque jeu. Sega, Sony et Microsoft prirent aussi plus tard des mesures identiques, au contraire des autres compagnies.
Les constructeurs de consoles et cartouches ont touché en 2005 plus ou moins 9 $ pour chaque disque vendu par l'éditeur, et défendent voracement leurs droits. Cela leur permet de tabler aussi sur les indépendants, et leur assure un contrôle sur les jeux qui peuvent être de mauvaise qualité, avoir un contenu pornographique, ou être sujets à controverses, comme Custer’s Revenge, qui peuvent nuire à la réputation de la console.
Un autre effet, de moindre ampleur mais qui perdura jusqu’à la nouvelle génération de consoles, fut qu'une part des développeurs et éditeurs subsistants se tournèrent vers le micro-ordinateur, n'ayant plus de console forte sur laquelle s’appuyer pour écouler les jeux récemment produits ou en développement. Electronic Arts, par exemple, fondé en 1982 et qui commença à sortir des jeux en 1983, n'échappa au krach qu'en éditant ses jeux sur ordinateur pendant quelques années Le marché des jeux sur ordinateur était mondial, bien que plus important au Royaume-Uni. Le marché des consoles prit finalement son envol dans les années 1990, et l’ordinateur comme plate-forme principale de jeu vit à cette période sa part de marché se réduire considérablement, malgré des succès ponctuels notables.

## Annexe